# Østrig ved sommer-OL 2024
Østrig deltog i sommer-OL 2024 i Paris, Frankrig, fra den 26. juli til den 11. august 2024.
Udøvere for Østrig vandt totalt fem medaljer.

## Medaljer
| 2024 Paris | Guld | Sølv | Bronze | Total |
| Østrig     | 2    | 0    | 3      | 5     |

### Medaljevinderne
| Østrig under sommer-OL 2024 i Paris | Østrig under sommer-OL 2024 i Paris | Østrig under sommer-OL 2024 i Paris | Østrig under sommer-OL 2024 i Paris | Østrig under sommer-OL 2024 i Paris |
| Medalje                             | Navn                                | Sport                               | Event                               | Dato                                |
| ----------------------------------- | ----------------------------------- | ----------------------------------- | ----------------------------------- | ----------------------------------- |
| Guld                                | Lara Vadlau Lukas Mähr              | Sejlsport                           | Mixed 470                           | 8. august                           |
| Guld                                | Valentin Bontus                     | Sejlsport                           | Mændenes Formula Kite               | 9. august                           |
| Bronze                              | Michaela Polleres                   | Judo                                | Damernes 70 kg                      | 31. juli                            |
| Bronze                              | Jakob Schubert                      | Sportsklatring                      | Herrernes kombination               | 9. august                           |
| Bronze                              | Jessica Pilz                        | Sportsklatring                      | Damernes Kombination                | 10. august                          |